# Namnetes

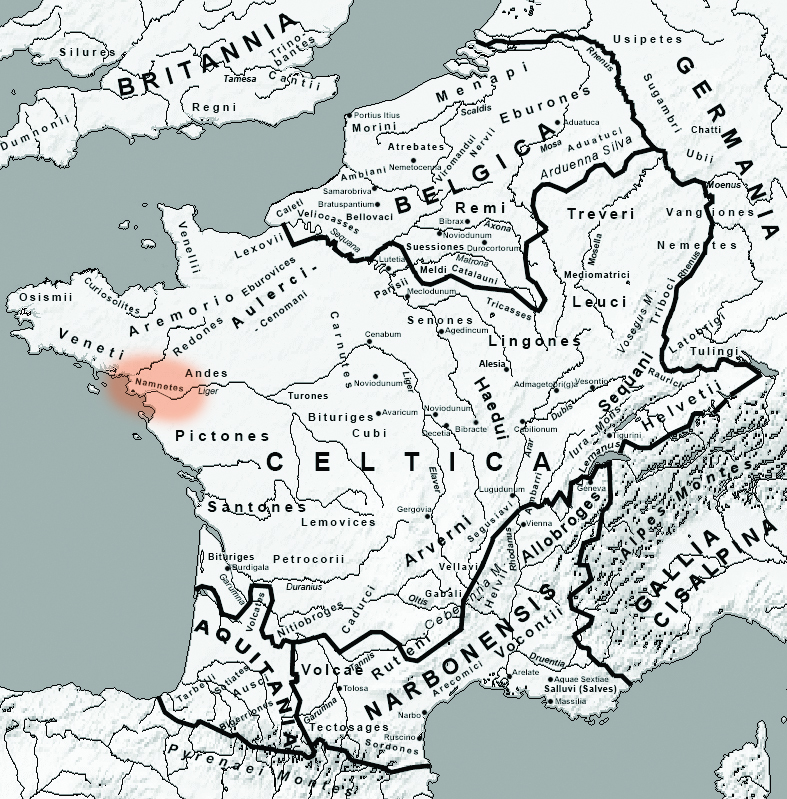
Gallië rond 54 v.Chr., met het gebied van de Namnetes aangegeven

De Namnetes waren een Gallische volksstam. Ten tijde van hun onderwerping in 57 v.Chr. door Julius Caesar, bewoonde de stam het gebied tussen de rivieren de Vilaine en de Loire van de Atlantische Oceaan tot aan Nantes.
Ten westen van hun leefgebied woonden aan de overzijde van de Vilaine de Veneti, ten noorden de Redones, ten oosten de Andecavii en ten zuiden, aan de linkeroever van de Loire, de Pictones.
De hoofdplaats van de Namnetes, Condevicnum, gelegen aan de samenvloeiing van de Loire en de Erdre, werd in de derde eeuw na Christus hernoemd tot Portus Namnetus, de huidige stad Nantes.

## Vermeldingen
Julius Caesar vermeldt in zijn Commentarii de bello Gallico, dat de Namnetes onder de machtige zeevarende Gallische Veneti en tezamen met de andere Gallische en Belgische stammen aan de Atlantische kust, deelnamen aan de opstand van 56 voor Christus, door hem de Venetische Oorlog genoemd. Ptolemaeus vermeldt de stam als Namnetae in zijn beschrijving Geografia. Daarnaast noemt hij een Gallische stam der Samnieten, die kennelijk in hetzelfde gebied verbleven, maar geen eigen hoofdplaats vermeld krijgen.
Strabo tekent in diens werk Geographia uit overlevering van anderen twee opmerkelijke relazen over de Namneten, die hij Samnieten noemt, hoewel Strabo in ieder geval het verhaal over "Twee Kraaien" zelf kennelijk wat ongeloofwaardig vindt.

## De Dionysusverering
Strabo beschrijft een eilandje voor de Atlantische kust aan de Loiremonding, dat werd bewoond door Samnitische/Namnetische vrouwen, die bezeten waren van de door hen vereerde god Dionysus. Zij voerden te zijner ere mystieke initiaties en andere geheiligde handelingen uit. Geen man zette voet aan het eilandje; de vrouwen daarentegen zeilden wel naar het vasteland om gemeenschap te hebben met mannen om daarop weer naar het eiland terug te keren. Het was volgens Poseidonius hun gebruik om eens in het jaar het dak van hun tempel te halen en het vóór zonsondergang weer van een dak te voorzien, waarbij elke vrouw haar aandeel voor het dak meebracht. De vrouw echter die haar vracht uit haar armen liet vallen, zou door de anderen in stukken worden gescheurd, waarna zij deze stukken in waanzin rond de tempel droegen onder hun kreet "Ev-ah", waarmee zij hun god eerden tot hun woede minder werd. Schijnbaar gaf steeds wel iemand een van de vrouwen een duw, die vervolgens dit vreselijke lot beschoren was.

## Arbitrage en "Twee Kraaien"
Of het volgende verhaal door Strabo opgetekend uit de mond van ene Artemidorus, betrekking had op de Namneten is niet helemaal duidelijk. Een haven aan de oceaankust was genaamd "Twee Kraaien", en in deze haven konden twee kraaien gevonden worden, die beide een wat witte rechtervleugel hadden. Mannen met een meningsverschil zouden hier komen, een plank op een verhoging leggen en ieder afzonderlijk hierop gerstekoeken werpen; de vogels vlogen erop af, aten wat van die gerstekoeken en verspreidden de rest. De man wiens gerstekoeken werden verspreid won het meningsverschil.